# Arrest Poot/ABP
Het arrest Poot/ABP (HR 2 december 1994, NJ 1995/288) is een arrest van de Nederlandse Hoge Raad dat van belang is voor de vraag of een aandeelhouder schadevergoeding kan vorderen van een derde die vermogensschade heeft toegebracht aan de kapitaalvennootschap waarin de aandeelhouder aandelen bezit.

## Casus
Poot is directeur-aandeelhouder van het Poot-concern. Tussen het Algemeen Burgerlijk Pensioenfonds (ABP) en Poot bestaat van 1978 tot 1980 een samenwerkingsverband met betrekking tot het ontwikkelen en exploiteren van tennishallen. Op 7 december 1979 besluit de Centrale Beleggingsraad van het ABP voorlopig van het Poot-concern geen tennishallen meer af te nemen, maar laat dit niet aan Poot weten. Uiteindelijk gaat het Poot-concern failliet, waardoor de aandelen van Poot waardeloos worden.

## Procesgang
Poot vordert van het ABP schadevergoeding wegens wanprestatie en onrechtmatige daad. Opmerkelijk aan deze zaak is dat hij dit doet in de hoedanigheid van aandeelhouder van het Poot-concern. De rechtbank te Zwolle en het gerechtshof te Arnhem wijzen de vorderingen af.

## Rechtsvraag
De vraag is of een aandeelhouder een vordering kan instellen wegens wanprestatie en/of onrechtmatige daad jegens derden die door hun gedragingen de onderneming hebben geschaad waarin de aandeelhouder aandelen bezit.

## Hoge Raad
De Hoge Raad oordeelt:

3.4.1 (...) Naamloze vennootschappen en besloten vennootschappen met beperkte aansprakelijkheid zijn rechtspersonen die zelfstandig, als dragers van eigen rechten en verplichten, aan het rechtsverkeer deelnemen, ook indien zij (...) door één persoon (enig directeur en enig aandeelhouder) worden beheerst. Het vermogen van een vennootschap is afgescheiden van dat van zijn aandeelhouders. Indien aan een vennootschap door een derde vermogensschade wordt toegebracht door het niet behoorlijk nakomen van contractuele verplichtingen jegens de vennootschap of door gedragingen die tegenover de vennootschap onrechtmatig zijn, heeft alleen de vennootschap het recht uit dien hoofde van de derde vergoeding van deze aan haar toegebrachte schade te vorderen. (...) Het ligt op de weg van de vennootschap om ter bescherming van de belangen van allen die bij het in stand houden van haar vermogen belang hebben, van de derde schadevergoeding te vorderen. (...) Zou de vennootschap het vorderen van schadevergoeding nalaten, dan behoeven de belanghebbenden daarin niet te berusten; het Nederlandse rechtsstelsel biedt dan voldoende mogelijkheden om het bestuur van de vennootschap dan tot het alsnog instellen van de vordering te nopen.

Het cassatieberoep van Poot wordt verworpen. Het hof heeft volgens de Hoge Raad naar behoren gemotiveerd waarom ABP jegens Poot in privé niet aansprakelijk is. Poot krijgt op deze grondslag geen schadevergoeding.

## Belang
Het arrest Poot/ABP is volgens annotator Jef Maeijer van belang voor de omgekeerde doorbraak van aansprakelijkheid bij een kapitaalvennootschap. Onder de gewone doorbraak van aansprakelijkheid wordt verstaan dat de aansprakelijkheid die op een vennootschap rust in bepaalde bijzondere gevallen doorbreekt naar de aandeelhouders. Bij omgekeerde doorbraak gaat het om aansprakelijkheid die ten gunste van de aandeelhouder (in dit geval de natuurlijke persoon Poot) en ten laste van een debiteur van de vennootschap (in dit geval ABP) zou gelden. Dit wordt ook wel afgeleide schade genoemd. Volgens de Hoge Raad is er in het recht geen basis voor een dergelijke aansprakelijkheid.